# Pseumenes depressus
Pseumenes depressus är en stekelart som först beskrevs av Henri Saussure 1856.  Pseumenes depressus ingår i släktet Pseumenes och familjen Eumenidae.

## Underarter
Arten delas in i följande underarter:
- P. d. annulatus
- P. d. insignis
- P. d. pictifrons
- P. d. thoracicus
- P. d. palawanensis